# アキリーズ (軽巡洋艦)
| 「アキリーズ」 | |
| 艦歴           | |
| 発注           | キャメルレアード社バーケンヘッド造船所 |
| 起工           | 1931年6月11日 |
| 進水           | 1932年9月1日 |
| 就役           | 1933年10月10日 |
| 退役           | |
| その後         | 1948年にインド海軍に供与。 |
| 除籍           | 1978年にインド海軍で除籍後、解体処分。 |
| 性能諸元       | |
| 排水量         | 基準：7,030トン 満載：7,270トン |
| 全長           | 169 m |
| 水線長         | 159.1 m |
| 全幅           | 17.0 m |
| 吃水           | 5.99m |
| 機関           | アドミラリティ式重油専焼三胴水管缶6基 +パーソンズ式ギヤード・タービン4基4軸推進                                                                                    |
| 最大出力       | 72,000 bhp (54 MW) |
| 最大速力       | 32.5ノット (59 km/h) |
| 航続性能       | 14ノット/10,300海里 |
| 燃料           | 重油：1,800トン |
| 乗員           | 570名 |
| 兵装           | 15.2 cm（50口径）連装速射砲4基 10.2 cm（45口径）単装高角砲4基 オチキス 47mm（40口径）機砲4基 ヴィッカース 12.7mm（62口径）四連装機銃3基 53.3 cm四連装魚雷発射管2基 |
| 航空兵装       | 水上機：2機 カタパルト：1基 |

アキリーズ (HMS Achilles, HMNZS Achilles) は、イギリス海軍 (Royal Navy) が海軍休日時代に建造した軽巡洋艦。
リアンダー級軽巡洋艦の1隻。
艦名はギリシア神話のアキレウスに因む。日本語ではアキレスと表記することがある。イギリス海軍の軍艦としては3番目。
第二次世界大戦開戦前に英連邦ニュージーランドに貸与される。
ニュージーランド海軍のアキリーズ (HMNZS Achilles) となった。ラプラタ沖海戦では、イギリス連邦の巡洋艦3隻（エイジャックス、アキリーズ、エクセター）でドイツ海軍の装甲艦アドミラル・グラーフ・シュペー (Die Admiral Graf Spee) を相手に奮闘した。
太平洋戦争終結後、インドに貸与されて、インド海軍のデリー (INS Delhi) となった。

## 艦歴

### 戦間期

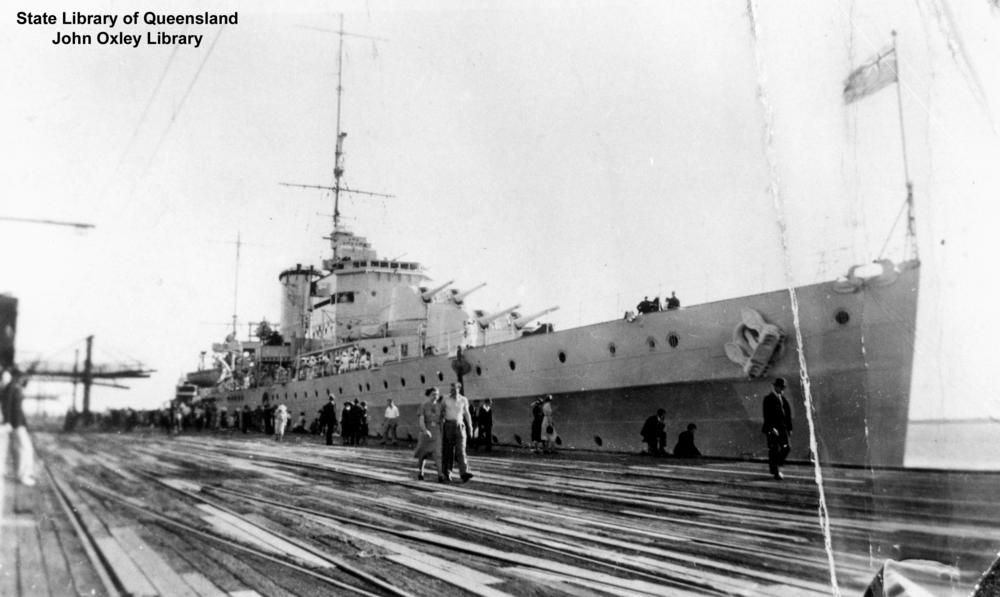
1939年にオーストラリアのクイーンズランド州で撮られた「アキリーズ」。

アキリーズはイギリス海軍の軽巡洋艦としてキャメルレアード社バーケンヘッド造船所で建造された。1931年（昭和6年）6月11日に起工、1932年（昭和7年）9月1日に進水、1933年（昭和8年）10月10日にイギリス海軍で就役した。リアンダー級軽巡洋艦および改良型のパース級軽巡洋艦は数隻が英連邦各国に貸与されており、ニュージーランドに割り振られたのが本艦と姉妹艦リアンダー (HMS Leander) であった。
1930年代中盤の時点で、イギリス海軍はダナイー級軽巡洋艦をニュージーランド戦隊に貸与していた。軽巡ディオメード (HMS Diomede, D92) がイギリス本国に帰投することになり、アキリーズは軽巡デュネディン (HMS Dunedin) のかわりにニュージランド支隊旗艦となる。
なお第2巡洋艦戦隊に所属していた本艦の代艦として、姉妹艦シドニー (HMAS Sydney) が編入されている。
アキリーズはジブラルタルからイギリス本土チャタムに戻って準備をおこなう。
1936年（昭和11年）9月6日、ニュージランド北島オークランドに到着する。10月1日、ニュージーランド海軍へ貸与された。
1937年（昭和12年）3月31日からニュージランド戦隊に所属したため、乗員の約60％がニュージランド人だった。いったんイギリス本国に戻ったあとふたたびニュージーランドに派遣され、オーストラリア海軍と行動を共にした。

### 第二次世界大戦
1939年8月18日、太平洋島嶼歴訪から戻った「アキリーズ」はオークランドに帰港した。それから「リアンダー」は同型艦「リアンダー」とともにハウラキ湾で訓練をおこなっていたが、ヨーロッパ情勢悪化に伴いそれは途中で打ち切られ、2隻は8月25日にオークランドに戻った。ニュージーランドの巡洋艦のうちの1隻は西インド諸島部隊に加わることとなっており、8月29日に「アキリーズ」は西インド諸島へ向け出航するよう命じられ、同日バルボアへ向け出航した。9月2日、「アキリーズ」はアメリカ・西インド洋艦隊司令長官よりバルパライソへ向かうよう命じられた。翌日0時53分、「アキリーズ」はドイツとの戦争開始との信号を受け取った。
9月12日、バルパライソに到着。以後、「アキリーズ」はチリ、ペルー、エクアドル、コロンビア沿岸を哨戒した。9月21日、「アキリーズ」はカヤオに停泊。同日、ドイツ船「Leipzig」からの港へ近づいていると知らせる無線を傍受して「アキリーズ」は出航したが、「Leipzig」は領海内に入っていたため手を出すことはできなかった。貴重な貨物を積み、重要な乗客を乗せた客船「Orduna」が9月25日にバルボアより出航して28日にカヤオに着く予定であるとのことで、「アキリーズ」艦長ペアリー大佐は同船の護衛を最重要であるとし、9月21日にカヤオより出航。「Orduna」は遅れており、「アキリーズ」は9月30日に「Orduna」と合流し、10月4日に2隻はカヤオに着いた。続けて「Orduna」を護衛すると見せるため「アキリーズ」は10月5日に「Orduna」とほぼ同時に出航し、翌日バルパライソへ向かった。
この頃、「アキリーズ」は南アメリカ戦隊（ハーウッド代将）増強のため南大西洋へ向かうことになった。10月10日に「アキリーズ」はバルパライソに到着し、修理を実施。10月13日に出航し、給油艦「Orangeleaf」と合流してコキンボの南のTongoy湾で燃料補給を受けた。それからプエルトモントを経て10月19日にマゼラン海峡に入り、プンタ・アレーナスに立ち寄った。10月20日に「アキリーズ」はマゼラン海峡を出て、10月22日にフォークランド諸島のポート・スタンリーに着いた。
「アキリーズ」はラプラタ川へ向かい、10月26日に重巡洋艦「エクセター」と合流。ペアリーは同艦を訪れ、ハーウッドと会った。「アキリーズ」は、重巡洋艦「カンバーランド」ともにG部隊としてリオデジャネイロ・サントス間の警備を行うよう命じられ、翌日ロボス島沖で「カンバーランド」と合流した。G部隊は「カンバーランド」と「エクセター」からなっていたが、「エクセター」が修理に向かうため「アキリーズ」はその代わりである。その後2隻はリオデジャネイロ・サントス水域にあったが、G部隊とH部隊の担当エリア入れ替えのため11月5日に「カンバーランド」はラプラタ川へ向かった。「アキリーズ」は11月13日にフランス船「Massilia」と会い、同船をリオデジャネイロ沖まで護衛した。G部隊とH部隊の入れ替えが11月17日に中止されるとG部隊はリオデジャネイロ水域へ送られ、「アキリーズ」はラプラタ川での燃料補給を命じられた。11月22日、「アキリーズ」は軽巡洋艦「エイジャックス」とともにドイツ船「Lahn」と「Tacoma」を捜索したが、発見できなかった。何隻かのドイツ船が綿花を積むためCabedeloへ向かおうとしているとのことで「アキリーズ」はバイーアとCabedelo沖でその姿を見せろとの命令を受け、給油後北上した。「アキリーズ」はリオグランデ・ド・スルのドイツ船の出港阻止のため11月25日にその沖に姿を見せ、それから北東へ向かった後北上して12月2日にCabadello沖に到着した。翌日にはペルナンブーコ沖に到着。次いでバイーアへ向かったが、モンテビデオに戻れとの命令が12月4日に届いた。

12月8日にモンテビデオ港で給油後に、モンテビデオ東方370kmで軽巡洋艦エイジャックス (HMS Ajax, 22) と重巡洋艦エクセター (HMS Exeter, 68) と合流、12日にラプラタ川河口沖に集結した。
12月13日朝、G部隊はドイツ海軍 (Kriegsmarine) のドイッチュラント級装甲艦（通称ポケット戦艦）アドミラル・グラーフ・シュペー (Die Admiral Graf Spee) を発見する。G部隊はシュペーに損害をあたえ、同艦をウルグアイのモンテビデオ港に追い込んだ。たがG部隊も大小の損害を受け、アキリーズでは至近弾や主砲射撃管制所への被弾などで乗員4名が死亡、負傷者も出した。ウィリアム・エドワード・パリー（William Edward Parry）艦長も負傷している。重巡カンバーランド (HMS Cumberland, 57) を加えたG部隊はモンテビデオ沖合を哨戒し、ポケット戦艦が脱出しないよう見張り続けた。
12月17日、シュペーは自沈した。エクセターとエイジャックスは修理のためにイギリス本土へ戻り、ハーウッド提督はアキリーズに将旗を掲げた。1940年（昭和15年）1月下旬、重巡ホーキンズ (HMS　Hawkins, D86) が合流し、ハーウッド提督は旗艦を変更する。ニュージーランドに戻ったあと、アキリーズ乗組員はオークランドで歓迎会に参加した。
2月23日まで修理を受けた。修理後は南太平洋でドイツ海軍の通商破壊艦に対する哨戒任務に就いた。その間に護送船団VK1の商船エンパイア・スター (Empire Star) 、ポート・チャーマーズ (Port Chalmers) 、エンプレス・オブ・ロシア (Empress of Russia) を護衛した。
1940年6月10日から14日まで「アキリーズ」はハウラキ湾で訓練や試験に従事した。その間の6月13日夜にドイツ仮装巡洋艦「オリオン」がハウラキ湾で機雷敷設を行っているが、同艦乗員によれば「オリオン」のそばを「ニューカッスル」や仮装巡洋艦「ヘクター」などが通過していった、という。

### 太平洋戦争
日本との戦争が間近に迫ると、巡洋艦の不足していたイギリス東洋艦隊 (Eastern Fleet) に加えられることになった。フィジーへ兵員を輸送するWahineを護衛していたアキリーズは、スバに向かった後ポートモレスビー経由でシンガポールへ行くよう命じられた。
アキリーズは1941年12月8日にスバに到着し、同日中に出港してポートモレスビーへ向かい、12月11日にそこに到着した。だが、この間に東洋艦隊（Z部隊）の主力艦2隻がマレー沖海戦で撃沈されていた。そして、アキリーズのシンガポール行きも中止となり、12月16日にニュージーランドのオークランドに到着した。同日深夜にアキリーズは出港し、12月19日にアメリカ合衆国から東南アジアに向かっていたペンサコーラ船団と合流した。
12月22日にアキリーズはオークランドへ向かったが呼び戻され、重巡洋艦キャンベラ (HMAS Canberra, D33) 、軽巡洋艦パース (HMAS Perth, D29) とともに12月24日にシドニーに着いた。
続いてアキリーズは豪州海軍各艦（オーストラリア、キャンベラ、パースなど）とともにポートモレスビーへ兵員を輸送する船団を護衛した。船団は12月28日にシドニーを出発して1942年（昭和17年）1月3日にポートモレスビーに到着し、それからアキリーズはニューカレドニアのヌーメアへ向かい1月7日に到着した。次いでアキリーズはオークランドからフィジーへ向かうZS6船団を護衛し、それからオークランドへ向かってそこで修理を受けた。アキリーズは1月25日にオークランドを出港し、1月27日にアメリカの船団と合流。そのうちの1隻をスバまで護衛し、それから航空機を運ぶアメリカ船と合流した。2月3日に護衛を姉妹艦リアンダーと換わり、アキリーズはオークランドに戻った。
2月12日、重巡洋艦オーストラリア (HMAS Australia, D84) 、重巡シカゴ (USS Chicago, CA-29) 、軽巡洋艦（リアンダー、アキリーズ）などがスバに集まりANZAC戦隊が作られた。ハーバード・リアリー中将が指揮するANZAC戦隊は2月14日にスバから出港し、2月16日にアメリカ海軍のブラウン中将が指揮する第11任務部隊 (Task Force 11) と出会い、2月17日にスバに戻った。空母レキシントン (USS Lexington, CV-2) を中核とする第11任務部隊はラバウルの攻撃に向かったが、2月20日にラバウル航空隊の一式陸上攻撃機と交戦する（ニューギニア沖海戦）。航空戦には勝利したが、奇襲効果が失われてラバウル攻撃は中止となった。ANZAC戦隊は2月17日にタンカーを護衛してスバを出港して2月22日に第11任務部隊と合流し、給油後スバに戻った。

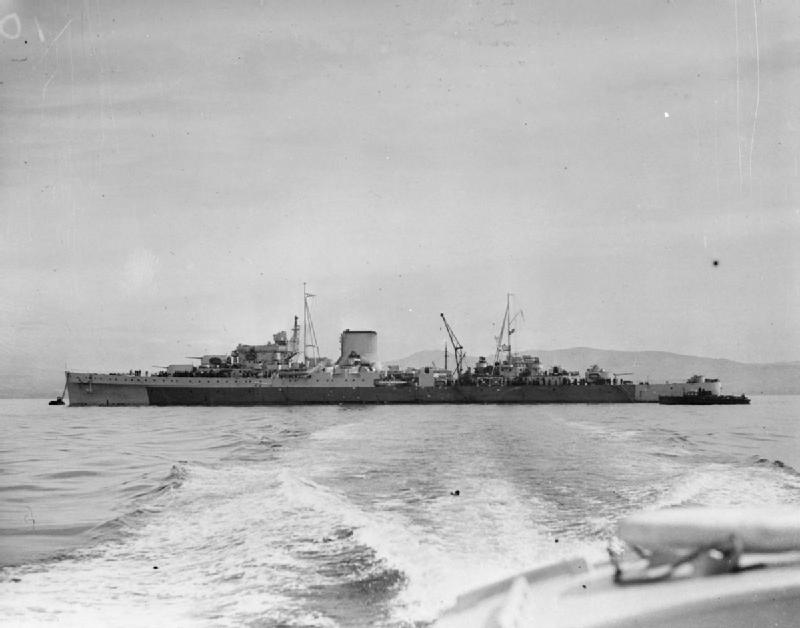
1944年以降に撮られた「アキリーズ」。旧3番主砲塔が撤去されているのが判る。

ガダルカナル島攻防戦が終盤にさしかかった1943年（昭和18年）1月初頭、日本海軍の第十一航空艦隊と第八艦隊は、ニュージョージア島のムンダと、コロンバンガラ島ヴィラ・スタンモーア地区に飛行場を造成し、拡張工事をおこなっていた。
連合国の第67任務部隊（軽巡ナッシュビル、セントルイス、ヘレナ、アキリーズ、ホノルル、駆逐艦フレッチャー、オバノン、ニコラスなど）が、ニュージョージア諸島の日本軍を攻撃する新任務を敢行する。この第67任務部隊（指揮官ウォルデン・L・エインズワース少将）の一部兵力（軽巡3、駆逐艦2）が射撃隊として、日本軍ムンダ飛行場に艦砲射撃をおこなった。
そこそこの戦果を挙げて帰投中の1月5日、ガダルカナル島南方海域で射撃隊と支援隊（巡洋艦4、駆逐艦3）が合流中に、日本海軍機の爆撃を受ける。第67任務部隊に空襲を敢行したのは、ブインを発進した九九式艦上爆撃機と零式艦上戦闘機だったという。
F4F戦闘機の掩護もむなしく、九九艦爆2機撃墜と引き換えに軽巡ホノルル (USS Honolulu, CL-48) が至近弾3発を受け、アキリーズが3番砲塔に直撃弾をうける。
「アキリーズ」は戦線離脱を余儀なくされた。エスピリトゥサント島で工作艦「ヴェスタル」により応急修理を受けた後、本格的修理のためイギリスにむかうことになった。同年4月から1944年5月にてポーツマスにて修理を受ける。1943年6月22日、燃料タンクの爆発事故が発生。そのことなどにより、「アキリーズ」の復帰は遅れることとなった。また、1943年7月中旬には「リアンダー」もコロンバンガラ島沖海戦で大破し、長期修理を余儀なくされた。イギリス海軍はフィジー級軽巡洋艦「ガンビア」を、ニュージーランド海軍に供与した。
「アキリーズ」は3番主砲塔が撤去されて4cm四連装ポンポン砲1基に換装された。1944年5月23日に「アキリーズ」は就役。8月16日にクライド川より出航してジブラルタルへ向かい、8月19日に到着。兵士300名を乗せて翌日アルジェへ向かった。「アキリーズ」はドラグーン作戦の海軍支援部隊の予備巡洋艦とされていたが、「アキリーズ」は必要ではなくなったため8月26日にマルタより出航して9月13日にトリンコマリーに到着。東洋艦隊の第4巡洋艦戦隊に編入された。航海中にボイラー室で火災が発生しており、トリンコマリーでその修理が行われた。
12月9日、「アキリーズ」は護衛空母「アスリング」、「バトラー」、駆逐艦2隻と共にコロンボから出航。翌日、巡洋艦「スウィフトシュア」、護衛空母「フェンサー」、「ストライカー」、駆逐艦3隻が加わった。巡洋艦2隻は6日後に護衛空母と別れてフリーマントルへ先行し、それからホバートへ向かった。
1945年1月9日、「アキリーズ」は駆逐艦「キベロン」、「クイックマッチ」とともに「Empress of Scotland」とアメリカの輸送船2隻を護衛してホバートより出航。1月14日に護衛任務を重巡洋艦「ロンドン」に引き継ぎ、「アキリーズ」はフリーマントルへ向かった。
1月17日、フリーマントルで汽船「Panamanian」の火災が発生。「アキリーズ」から派遣された人員は消火作業において主導的な役割を果たした。
「アキリーズ」は1月19日にフリーマントルより出航し、2日後にオーストラリア総督グロスター公爵の乗る汽船「Rimutaka」およびその護衛と会合。「アキリーズ」は駆逐艦「キベロン」、「クイックマッチ」とともに「Rimutaka」の護衛を引き継ぎ、船団は1月27日にシドニーに着いた。
2月5日、「アキリーズ」は戦艦「ハウ」などとともにオークランドに着いた。修理の後、「アキリーズ」は4月26日にシドニーへ向かった。5月11日にシドニーからマヌス島へ向けて出航し、イギリス太平洋艦隊に加わった。
6月、トラック攻撃（インメイト作戦）に参加。6月15日の艦砲射撃の際、「アキリーズ」は6インチ砲弾180発を発射した。撤収時、「アキリーズ」はアヴェンジャーを誤射した。

### 冷戦期
アキリーズは1946年（昭和21年）9月17日にニュージランド海軍では除籍され、イギリスに返還された。1948年（昭和23年）にインド海軍 (王立インド海軍) に供与されて、デリー (INS Delhi) と改称した。1956年（昭和31年）にラプラタ海戦を元にした映画では「アキリーズ」役で映像に残った（詳細後述）。デリーは1970年に停泊練習艦となったが、インド海軍で1978年（昭和53年）6月30日に除籍後、7月5日に解体処分された。この折にアキリーズの4番主砲塔の一部はニュージーランド政府への贈り物としてデボンポート海軍基地内に展示された。

## 武装の転換
1936年にカタパルトを新型のE-II-H型に換装し、水上機はオスプレーからウォーラス水上機1機に更新した。
1939年に4.7cm単装機砲4基が撤去され、1941年に12.7mm四連装機銃3基が撤去されて、エリコンFF 20 mm 機関砲が単装砲架で7基が追加された。1944年5月に15.2cm主砲塔のうち3番主砲塔と2cm単装機関砲3基、水上機施設を撤去して対空火器が強化された。10.2cm単装高角砲は新型砲架のMk XVI型となり10.2cm連装高角砲4基、近接火器としてヴィッカース 4cm（39口径）ポンポン砲が4連装砲架で4基、エリコン2cm連装機関砲7基が搭載された。277型レーダーと281B型レーダー、282型レーダー、285型レーダー、293型レーダーを搭載した。1945年4月に2cm連装機関砲2基を撤去し、ボフォース 40mm機関砲を四連装砲架で1基、エリコン 2cm機関砲は新型砲架のMkIV型で1基を追加した。

## 創作への影響
1956年のイギリス映画、『戦艦シュペー号の最後（原題：The Battle of the River Plate）』では、インド海軍所属の「デリー」（旧艦名アキリーズ）がアキリーズ役として出演した。本海戦時のパーリー艦長は、ジャック・グイリム (Jack William Frederick Gwillim) が演じた。